# Jakub Kolas
Jakub Kolas (3. listopadu 1882 – 13. srpna 1956, Minsk) byl běloruský básník, prozaik, dramaturg, kritik, publicista, překladatel a spolutvůrce současné běloruské gramatiky.

## Život
Jakub Kolas, vlastním jménem Konstancin Michailavič Mickevič, se narodil nedaleko Minsku. Jeho otec byl nemajetný rolník a aby rodinu uživil, přijal místo hajného v lesích nedaleko řeky Pripjať. Kolas tak prožil dětství obklopen nádhernou běloruskou přírodou, která mnohdy posloužila za námět jeho děl.
Roku 1898 Kolas nastoupil do učitelského semináře v Něsviži, který úspěšně dokončil v roce 1902. V letech 1902 až 1906 učil na školách v brestské a minské oblasti.
Po roce 1905, kdy se situace v carském Rusku radikalizovala, se Kolas začal zapojovat do různých radikálních hnutí. Za účast na nepovoleném sjezdu běloruských učenců, kteří žádali založení vlastních běloruských škol, byl propuštěn ze zaměstnání a umístěn pod policejní dohled. Krátce nato napsal Kolas první běloruskou čítanku, která sestávala hlavně z jeho vlastní tvorby, pracoval v novinách Naša niva (1907) a v soukromé škole ve vitebské oblasti.
15. září 1908 byl vilenským soudem odsouzen za účast na nelegálním sjezdu učitelů na tři roky do vězení a trest si odpykával ve vězení v Minsku. V letech 1912 až 1914 učil v Pinsku. V roce 1915 byl povolán do carské armády. Po ukončení studia na Aleksandrovském vojenském učilišti v Moskvě v roce 1916 byl poslán k záložnímu pluku do města Perm. V létě roku 1917 byl povýšen na podporučíka a převelen na rumunskou frontu. Brzy však onemocněl a byl z fronty přeložen a posléze propuštěn ze služby. Odešel do města Obojan v kurské oblasti, kde žila jeho žena s dvěma syny. Po bolševické revoluci se aktivně zapojil do veřejného života.
V roce 1921 se vrátil do Minsku. Pracoval v Naučno-terminologické komisi, která byla zaměřená na sběr běloruské lidové slovesnosti. Přednášel na Belpedtechnikume, běloruské univerzitě, o jejíž založení se zasloužil. Roku 1926 obdržel Kolas titul Národní básník Běloruska. Od roku 1929 byl viceprezidentem Běloruské akademie věd. Podílel se na tvorbě běloruského spisovného jazyka. Za druhé světové války žil v Moskvě, v Taškentu a pak opět v Moskvě. Od roku 1944 sídlil v Minsku. Po válce vstoupil do VKS(b), byl člen ÚV KS Běloruska, členem Nejvyššího sovětu Běloruské SSR a SSSR. Zúčastnil se 20. sjezdu strany. Krátce po skončení sjezdu, 13. srpna 1956 zemřel.

## Dílo
První verše psal Kolas již v době svých studií na učitelském semináři. Sem patří báseň Naše vesnice, lidé a život na vesnici. V této době psal básně jak bělorusky, tak i rusky. Svoje básně později publikoval v běloruských novinách Naša dolja a Naša niva. Už v prvním čísle Naši doli vyšla Kolasova báseň Náš rodný kraj.
Ještě v době jeho pobytu ve vězení, v roce 1910, byla vydána první Kolasova básnická sbírka Písně smutku. Ve svých básních Kolas popisoval krásu běloruské přírody. Teskný popis běloruské krajiny měl znázorňovat i smutný osud běloruského národa. Předválečná díla se vyznačovala láskou k rodné zemí a popisem její krásy. Kolas věřil, že běloruský sedlák má právo na lepší život a šťastnější budoucnost. Nářek v Kolasových básních tak většinou končí v protestu proti nespravedlnosti sociálních poměrů.
Ve své próze řešil Kolas stejné problémy jako ve své poezii. Opět se věnuje drsným sociálním problémům běloruského venkova. Hrdinové jeho povídek však byli propracovanější, byli více vykresleni po psychologické stránce. Mezi předválečnou prózu patřila díla jako Povídky (1912) a Blízké zjevy (1914).
Před válkou začal psát Kolas dvě důležitá básnická díla, Novaya ziamla (Nová země, 1923) a Simon – muzika (Simon muzikant). V dílech barvitě popisoval život na venkově a volal po svobodě a kulturní emancipaci Bělorusů. Kolas popisuje život a náladu běloruských sedláků, které pokládá za základní kameny běloruské kultury. Nová země je v podstatě encyklopedií běloruského života, podrobně popisuje běloruskou společnost na venkově. Nová země je napsána v kriticko-realistickém stylu.
Simon muzikant popisuje život violončelisty Simona. Dílo je napsáno v romantickém stylu. Simon pochází původem z prostého lidu. Na Simonově příkladu chtěl Kolas ukázat zrání a sebeuvědomování běloruského lidu. Malý Simon dostane od svého dědy flétnu. Po své smrti se děd Simonovi zjevuje ve snu a odkazuje mu kouzelné housle, které mají představovat imaginární symbol hudební moci, která by mu mohla otevřít cestu do světa. Simon o snu přemýšlí a zanedbá hlídané stádo ovcí svého otce, které sežere vlk a otec Simona vyžene. Simon se toulá po Bělorusku a naučí se hudbě na housle. Seznámí se s dívkou Hanou, hudba ho však přitahuje víc a Simon od Hany odchází. Posléze však zažije pochybnou slávu a pád a nakonec se rád vrací k Haně.
Po revoluci byl Kolas ovlivněn bolševiky, což mělo vliv na jeho tvorbu. Porevoluční básně jsou šťastnější. Lidé v nich jsou sebevědomější, nevidí před sebou žádné překážky. Projevuje se zde kontrast oproti pesimistickým předrevolučním básním. Porevoluční tvorba se věnuje oslavě bolševické revoluce a cestě k socialistické budoucnosti. Bolševickou revoluci oslavuje báseň K trudu. Kladného hrdinu, bolševika, najdeme v povídce Sergej Korjaga (1923).
Nejdůležitějším porevolučním dílem je prozaická trilogie Na rozcestí (Na pereputi) (1923–1956). Kolas v ní popisuje nejdůležitější období běloruských dějin, revoluci 1905–1907 a zároveň rozvíjí téma Simona muzikanta a Nové země. V trilogii se ospalý běloruský venkov stává revolučním a začíná si být vědom své síly a svého práva. Hrdina trilogie, učitel Labanovič, ztělesňuje revolučního ducha tehdejší doby. Hledá a nalézá podporu a porozumění prostých běloruských sedláků.
Díla z druhé světové války jsou plná vlasteneckého cítění, víry ve vítězství a touhy po odplatě. Druhou světovou válku popsal Kolas např. v roce 1945 v knize Odplata. Roku 1947 vyšla poslední velká Kolasova sbírka, nazvaná Rybářova chatrč.